# Corey Burton
Corey Gregg Weinberg (nacido el 3 de agosto de 1955) conocido profesionalmente como Corey Burton, es un actor de voz estadounidense. Presto su voz al Capitán Garfio, Ludwing von Pato, Dale y otros personajes para The Walt Disney Company, Shockwave en The Transformers, Brainiac en el Universo animado de DC, Zeus en la serie God of War, Conde Dooku y Cad Bane en la franquicia Star Wars, y Hugo Strange en Batman: Arkham City.

## Primeros años
Corey Burton nació en el barrio de Granada Hills de Los Angeles el 3 de agosto de 1955.

## Carrera

### Carrera temprana
Burton comenzó su carrera a los 17 años bajo su nombre artístico de Corey Weinberg, con una actuación de imitación de Hans Conried para Disney. Estudió actuación radiofónica con Daws Butler durante cuatro años y luego trabajó con casi todos los actores radiofónicos originales de Hollywood en radionovelas de estilo clásico. Al principio, no estaba seguro de dedicarse al trabajo de la voz, debido a su comportamiento tímido y al síndrome de Asperger, pero atribuye el mundo diverso y el diseño de personajes de la atracción The Haunted Mansion de Disney como su inspiración para seguir adelante. Prestó su voz a 169 personajes diferentes en 124 episodios de Adventures in Odyssey, una serie de la organización cristiana evangélica: Enfoque a la Familia.

### Disney
Burton ha realizado un extenso trabajo de voz para Disney, incluidas funciones animadas y atracciones de los parques temáticos en Disneyland Resort, Walt Disney World Resort y Tokyo Disney Resort. Brinda la voz de "Presentación principal" en el lanzamientos de video directo a video y se escuchar como la voz de narración en Disneyland. Proporcionó la voz para del Capitán Garfio en Return to Never Land de Disney y dobló la voz de Deems Taylor en Fantasía para los relanzamientos de la película en 2000 y 2010.

### Paul Frees
Después de la muerte del actor de doblaje Paul Frees, Burton imitó la voz de Frees como el anfitrión fantasma en la atracción Haunted Mansion Holiday de Disneyland. También recitó la línea clásica "Bienvenidos, tontos mortales" en la apertura de la versión cinematográfica de The Haunted Mansion. Se le acercó para grabar una nueva perorata de seguridad para la introducción del viaje original de Haunted Mansion. Él se negó y la perorata fue grabada por el actor de voz Joe Leahy. Brinda muchas otras voces similares a Paul Frees para Disneyland Park, incluidos varios piratas nuevos en la atracción Piratas del Caribe (como el "Pooped Pirate" y la voz pirata que lo guía dentro y fuera del bote), Grumpy en el Seven Dwarfs Mine Train y varias voces en Mr. Toad's Wild Ride.
Realizó otra imitación de Frees para el álbum del comediante Stan Freberg, tan Freberg Presents The United States of America, Volume Two. Realizó una imitación de Frees como la voz del locutor en la película Dudley Do-Right de 1999 e hizo lo mismo como las voces de las frentes alienígenas en la sátira de 2008 de Larry Blamire, Trail of the Screaming Forehead.

### Fantasia
En la edición del 60 aniversario y la edición especial de 2010 de Fantasía de Disney, Burton volvió a grabar todos los comentarios de Deems Taylor.

### Transformers
Burton apareció como Shockwave, Sunstreaker, Brawn, y Spike Witwicky en la serie animada original de Transformers de Sunbow Entertainment y Marvel Productions. Más tarde expresaría a Megatron, Ratchet, Ironhide, Brawn, Cyrus "The Colossus" Rhodes, Spike Witwicky, and Longarm Prime / Shockwave en Transformers Animated de Cartoon Network.
Burton declaró en una entrevista que Shockwave era, con mucho, su personaje favorito para actuar en la serie original. A pesar de esto, rechazó la oferta de repetir el papel en Transformers: el lado oscuro de la luna, ya que sintió que había expresado al personaje suficientes veces. En consecuencia, el papel se le dio a Frank Welker, la voz de Megatron / Galvatron.

### Star Wars
Para Star Wars, Burton prestó su voz al Conde Dooku, Cad Bane y Ziro, el Hutt en Star Wars: The Clone Wars, y ha seguido prestando su voz a Cad Bane en Star Wars: The Bad Batch y El libro de Boba Fett. También ha prestado su voz a varios personajes en videojuegos.

### Kingdom Hearts
Para la serie de Kingdom Hearts, Burton prestó su voz a Ansem, Buscador de la Oscuridad en Chain of Memories, Birth by Sleep y Dream Drop Distance debido a los problemas de salud de Christopher Lee. Para la versión cinematográfica de Kingdom Hearts 358/2 Days, volvió a doblar las líneas de Lee para la versión de Nintendo DS. Repitió su papel de Ansem, Buscador de la Oscuridad para Kingdom Hearts III.

### Brainiac
Burton ha interpretado al supervillano Brainiac en el Universo animado de DC. Apareció como el personaje en Superman: la serie animada, Liga de la justicia, Static Shock y Liga de la Justicia Ilimitada. Aunque no se encuentra dentro de la DCAU, también repitió su papel en Legión de superhéroes, DC Universe Online y Lego DC Super-Villains.

## Filmografía

### Películas
| Año  | Título                           | Rol                                                                  | Notas                         |
| ---- | -------------------------------- | -------------------------------------------------------------------- | ----------------------------- |
| 1980 | Closet Cases of the Nerd Kind    | Narrador                                                             | Cortometraje                  |
| 1981 | Wolfen                           | Voz ESS                                                              |                               |
| 1981 | Galaxy Express 999               | El conductor                                                         | Doblaje de New World Pictures |
| 1982 | The Sword and the Sorcerer       | Voces adicionales                                                    |                               |
| 1982 | The Adventures of Curious George | Jorge el curioso, El hombre del sombrero amarillo, Voces adicionales | Serie de cortometrajes        |
| 1983 | Good-bye, Cruel World            | Voces adicionales                                                    |                               |
| 1986 | Critters                         | Critters                                                             |                               |
| 1986 | Transformers: la película        | Brawn, Shockwave, Spike Witwicky                                     |                               |
| 1986 | Poltergeist II: The Other Side   | Reverendo Henry Kane                                                 | sin acreditar                 |
| 1986 | Zip-a-Dee-Doo-Dah                | Profesor Búho, Bertie Birdbrain                                      | Directo a video               |
| 1987 | Heigh-Ho                         | Profesor Búho, Bertie Birdbrain                                      | Directo a video               |
| 1987 | G.I. Joe: The Movie              | Tomax                                                                |                               |